# Blame It on My Youth
Blame It on My Youth är ett album av den svenska jazzsångerskan Viktoria Tolstoy utgivet 2001 på EMI .

## Låtlista
1. We'll Be Together Again (Carl Fischer/Frankie Laine) – 4:50
2. Midnight Sun (Johnny Mercer/Lionel Hampton/Francis Burke) – 4:39
3. Laura (David Raksin/Johnny Mercer) – 6:07
4. Baby Plays Around (Elvis Costello/Cait O'Riordan) – 3:44
5. Saga of Harrison Crabfeathers (Steve Kuhn) – 5:03
6. Blame It on My Youth (Oscar Levant/Edward Heyman) – 4:9
7. Destiny (Richard Holland/Robin Batteau) – 4:16
8. Peace (Horace Silver) – 6:01
9. Summer Night (Harry Warren/Al Dubin) – 4:50
10. Angel Eyes (Matt Dennis/Earl Brent) – 4:58

## Medverkande
- Viktoria Tolstoy – sång
- Jacob Karlzon – piano, hammondorgel, vibrafon, marimba
- Rasmus Kihlberg – trummor, slagverk, timpani
- Mattias Svensson – kontrabas, elbas
- David Björkman Celhag – violin (spår 2, 4, 10)
- Henrik Frendin – viola (spår 2, 4, 10)
- Christopher Öhman – viola (spår 2, 4, 10)